# Жабиці (гміна Грембоциці)
Жабиці (пол. Żabice) — село в Польщі, у гміні Грембоциці Польковицького повіту Нижньосілезького воєводства. 
Населення — 178 осіб (2011).
У 1975-1998 роках село належало до Легницького воєводства.

## Демографія
Демографічна структура станом на 31 березня 2011 року:
|          | Загалом | Допрацездатний вік | Працездатний вік | Постпрацездатний вік |
| -------- | ------- | ------------------ | ---------------- | -------------------- |
| Чоловіки | 83      | 20                 | 58               | 5                    |
| Жінки    | 95      | 25                 | 53               | 17                   |
| Разом    | 178     | 45                 | 111              | 22                   |